# Reece Oxford
Reece Oxford, né le 16 décembre 1998 à Edmonton, est un footballeur anglais qui évolue au poste de défenseur.

## Biographie

### En club
Le 2 juillet 2015, Oxford fait ses débuts pour West Ham United lors d'un match de la Ligue Europa contre le FC Lusitanos (victoire 3-0), devenant le joueur plus jeune à porter le maillot des Hammers. 
Le 21 juin 2017, il est prêté au club allemand du Borussia Mönchengladbach avec qui il dispute quatre rencontres avant de revenir dans le club londonien le 29 décembre 2017. Il prend part à trois matchs, dont deux en Coupe d'Angleterre, avant de retourner en prêt à Mönchengladbach le 31 janvier 2018.
De retour à West Ham lors de l'été 2018, il ne joue aucun match avec l'équipe première avant d'être prêté pour six mois au FC Augsbourg le 31 janvier 2019. Il participe à neuf matchs sous le maillot du club allemand, avant de s'engager définitivement pour quatre ans le 2 août 2019.

### En sélection
Reece Oxford représente l'Angleterre à tous les niveaux jusqu'aux moins de vingt ans.
Il participe au championnat d'Europe des moins de 17 ans en 2015 et prend part à cinq matchs en tant que capitaine. L'Angleterre se classe cinquième du tournoi.
Il dispute ensuite le championnat d'Europe des moins de 19 ans en 2016. Il joue trois matchs lors de cette compétition durant laquelle l'Angleterre s'incline en demi-finale face à l'Italie.

## Statistiques
| Saison                | Club                            | Championnat           | Championnat | Championnat | Coupe nationale | Coupe nationale | Coupe de la Ligue | Coupe de la Ligue | Compétition(s) continentale(s) | Compétition(s) continentale(s) | Compétition(s) continentale(s) | Total | Total |
| Saison                | Club                            | Division              | M.          | B.          | M.              | B.              | M.                | B.                | Comp.                          | M.                             | B.                             | M.    | B.    |
| 2015-2016             | West Ham United                 | Premier League        | 7           | 0           | 2               | 0               | -                 | -                 | C3                             | 3                              | 0                              | 12    | 0     |
| 2016-2017             | West Ham United                 | Premier League        | -           | -           | -               | -               | -                 | -                 | C3                             | 2                              | 0                              | 2     | 0     |
| 2017-2018             | West Ham United                 | Premier League        | 1           | 0           | 2               | 0               | -                 | -                 | -                              | -                              | -                              | 3     | 0     |
| Sous-total            | Sous-total                      | Sous-total            | 8           | 0           | 4               | 0               | 0                 | 0                 | -                              | 5                              | 0                              | 17    | 0     |
| 2016-2017             | Reading FC (prêt)               | Championship          | 5           | 0           | -               | -               | -                 | -                 | -                              | -                              | -                              | 5     | 0     |
| 2017-2018             | Borussia Mönchengladbach (prêt) | Bundesliga            | 3           | 0           | 1               | 0               | -                 | -                 | -                              | -                              | -                              | 4     | 0     |
| 2017-2018             | Borussia Mönchengladbach (prêt) | Bundesliga            | 4           | 0           | -               | -               | -                 | -                 | -                              | -                              | -                              | 4     | 0     |
| 2018-2019             | FC Augsbourg (prêt)             | Bundesliga            | 8           | 0           | 1               | 0               | -                 | -                 | -                              | -                              | -                              | 9     | 0     |
| Sous-total            | Sous-total                      | Sous-total            | 20          | 0           | 2               | 0               | -                 | -                 | -                              | -                              | -                              | 22    | 0     |
| 2019-2020             | FC Augsbourg                    | Bundesliga            | 12          | 0           | -               | -               | -                 | -                 | -                              | -                              | -                              | 12    | 0     |
| 2020-2021             | FC Augsbourg                    | Bundesliga            | 24          | 0           | 1               | 0               | -                 | -                 | -                              | -                              | -                              | 25    | 0     |
| 2021-2022             | FC Augsbourg                    | Bundesliga            | 30          | 2           | 1               | 1               | -                 | -                 | -                              | -                              | -                              | 31    | 3     |
| 2022-2023             | FC Augsbourg                    | Bundesliga            | 3           | 0           | -               | -               | -                 | -                 | -                              | -                              | -                              | 3     | 0     |
| Sous-total            | Sous-total                      | Sous-total            | 69          | 2           | 2               | 1               | -                 | -                 | -                              | -                              | -                              | 71    | 3     |
| Total sur la carrière | Total sur la carrière           | Total sur la carrière | 97          | 2           | 8               | 1               | -                 | -                 | -                              | 5                              | 0                              | 110   | 3     |